# Gnadau
Gnadau is een plaats en voormalige gemeente in de Duitse deelstaat Saksen-Anhalt en maakt deel uit van de gemeente Barby in het district Salzland.
Gnadau telt 514 inwoners.